# Lydia Jacoby
Pour les articles homonymes, voir Jacoby.
Lydia Alice Jacoby, née le 29 février 2004 à Anchorage, est une nageuse américaine spécialiste de la brasse. Elle est sacrée championne olympique du 100 m brasse lors des Jeux olympiques d'été de 2020.

## Carrière
Née à Anchorage en février 2004, elle grandit à Seward en Alaska et commence la natation à l'âge de 6 ans.
Âgée de seulement 17 ans, elle remporte la médaille d'or du 100 m brasse lors des Jeux olympiques d'été de 2020 en 1 min 4 s 95 devant la Sud-Africaine Tatjana Schoenmaker (1 min 5 s 22) et sa compatriote Lilly King (1 min 5 s 54).
Lydia Jacoby a signé pour entrer dans l'équipe de natation de l'Université du Texas à Austin après son diplôme.
En 2023, à l'occasion des Championnats du monde elle remporte la médaille de bronze du 100 m brasse ainsi que le titre du relais 4 x 100 m quatre nages.

## Palmarès

### Jeux olympiques
- Jeux olympiques d'été de 2020 à Tokyo ( Japon) :
  -  médaille d'or du 100 m brasse
  -  médaille d'argent du relais 4 × 100 m 4 nages

### Championnats du monde

#### Grand bassin
- Championnats du monde 2023 à Fukuoka ( Japon) :
  -  médaille d'or du relais 4 × 100 m quatre nages (participe seulement aux séries)
  -  médaille de bronze du 100 m brasse

#### Petit bassin
- Championnats du monde de natation en petit bassin 2021 à Abu Dhabi ( Émirats arabes unis) :
  -  médaille d'argent du relais 4 × 50m quatre nages